# مركز الأورام (جامعة المنصورة)

يتبع جامعة المنصورة مجموعة متميزة من المراكز والمستشفيات ويعتبر مركز الأورام أحد أهم هذه 

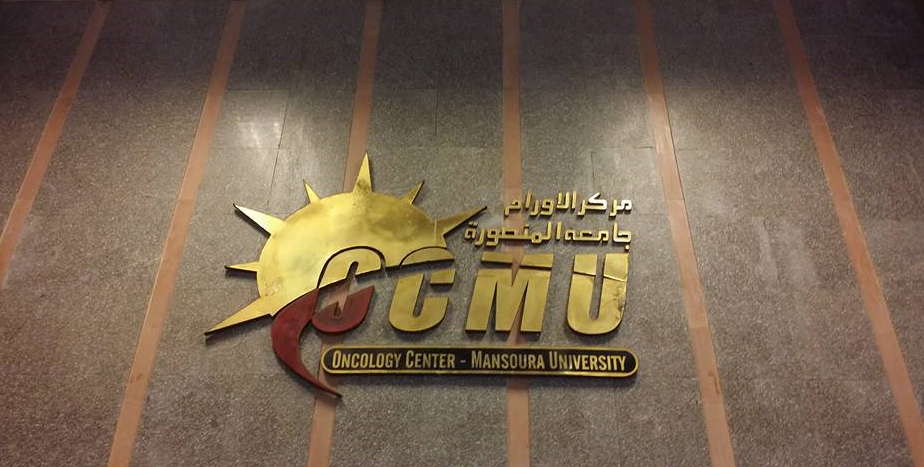
مركز الأورام - جامعة المنصورة

المراكز. ويعتبر ثاني أكبر مركز للأورام على مستوى جمهورية مصر العربية بعد المعهد القومي للأورام الموجود بالقاهرة، ويخدم المركز حوالى 40% من سكان جمهورية مصر العربية وهم سكان محافظات الدلتا والقناة وسيناء.
و قد تم إنشاء المركز بناءاً على قرار مجلس جامعة المنصورة المنعقد يوم 29/10/1984 بينما تم اعتماد اللائحة الداخلية للمركز بجلسة مجلس الجامعة رقم 324 لسنه 2001 م. وقد أنشئ المبنى على مساحه 2500 متر مربع داخل الحرم الجامعي مكوناً من ثلاثة عشر طابقاً بسعة 500 سرير، وقد تم اختيار موقعه الحالي بحيث يكون ملاصق لمبنى الأشعة التشخيصية والعلاجية والرنين المغناطيسي والطب النووي والعلاج الإشعاعي وذلك من أجل حدوث تكامل فيما بين هذه التخصصات التي قد يحتاجها مرضى الأورام، وكذلك من أجل توفير التكاليف الخاصة بإنشاء هذه الأقسام داخل المركز.

## الرسالة
- تقديم أفضل الخدمات الطبية في مجال علاج الأورام للمجتمع من خلال التشخيص الدقيق واستخدام كل ما هو جديد من تقنيات حديثه واساليب علاج مبتكره.
- توفير خدمة متميزة في التعليم الطبي وتوفير البيئة المناسبة للبحث العلمي.

## الرؤية
- أن يكون المركز معترف به دوليا، ويحقق التميز في الأداء.

## السياسة
مركز الأورام - جامعة المنصورة صرح طبى متميز يعمل بروح الفريق من أجل تقديم خدمات طبية متميزة في علاج الأورام، ويلتزم المركز بالجودة والتحسين المستمر لفاعلية نظام الجودة والتطابق مع المتطلبات ولهذا تبنى المركز نظاما للجودة.

## الأهداف
- إرضاء عملاء المركز.
- الوصول بنسب الشفاء إلى النسب العالمية.
- رفع كفاءة أداء العاملين بالمركز.
- تحسين وتطوير نظام الجودة.